# Syd-Norge
Syd-Norge (bokmål: Sør-Norge; nynorsk: Sør-Noreg) er en ofte anvendt betegnelse for den del af Norge, der er beliggende syd for fylket Nordland. Det består af landsdelene Trøndelag, Vestlandet, Sørlandet og Østlandet. Betegnelsen Syd-Norge må ej forveksles med Sørlandet.
Følgende 15 fylker (9 fra 1/1-2020) indgår i Syd-Norge: Trøndelag, Møre og Romsdal, Sogn og Fordane, Hordaland, Rogaland, Vest-Agder, Aust-Agder, Telemark, Vestfold, Buskerud, Østfold, Akershus, Oslo, Hedmark og Oppland.
Befolkningen i Syd-Norge er på 4.695.062 (1. januar 2016) indbyggere, hvilket svarer til mere end 90 procent af Norges samlede befolkning. Syd-Norges samlede areal er 210.802 km2, hvilket er lige under 2/3 af det samlede fastlandsareal.
Trøndelag har traditionelt været betegnet som del af det «nordenfjeldske Norge» (Trøndelag og Nord-Norge). I dag er det mere normalt at bruge betegnelsen Midt-Norge om landsdelen og den nordligste del af Nordvestlandet.
Bemærk, at Midt-Norge er en del af Syd-Norge.